# Distrikt Chiquián
Der Distrikt Chiquián liegt in der Provinz Bolognesi in der Region Ancash in West-Peru. Der Distrikt besitzt eine Fläche von 186 km². Beim Zensus 2017 wurden 4060 Einwohner gezählt. Im Jahr 1993 lag die Einwohnerzahl bei 4758, im Jahr 2007 bei 4087. Die Distriktverwaltung befindet sich in der 3374 m hoch gelegenen Provinzhauptstadt Chiquián mit 3523 Einwohnern (Stand 2017).

## Geographische Lage
Der Distrikt Chiquián liegt in der peruanischen Westkordillere zentral in der Provinz Bolognesi. Der Río Pativilca fließt entlang der östlichen Distriktgrenze nach Süden und entwässert einen Großteil des Distrikts. Der äußerste Westen des Distrikts liegt im oberen Einzugsgebiet des Sees Laguna Conococha im Quellgebiet des Río Santa.
Der Distrikt Chiquián grenzt im Nordwesten an den Distrikt Cátac (Provinz Recuay), im Norden an den Distrikt Aquia, im Osten an die Distrikte Huasta und Pacllón, im Südosten an den Distrikt La Primavera, im Südwesten an die Distrikte Abelardo Pardo Lezameta und Ticllos sowie im Westen an den Distrikt Cajacay.